# JAG – Im Auftrag der Ehre/Episodenliste

Logo zur Serie

Diese Episodenliste enthält alle Episoden der US-amerikanischen Fernsehserie JAG – Im Auftrag der Ehre in der Reihenfolge ihrer Erstausstrahlung. Zwischen 1995 und 2005 entstanden in 10 Staffeln insgesamt 227 Episoden mit einer Länge von jeweils etwa 45 Minuten.

## Übersicht
| Staffel | Episodenanzahl | Erstausstrahlung USA | Erstausstrahlung USA | Deutschsprachige Erstausstrahlung | Deutschsprachige Erstausstrahlung |
| Staffel | Episodenanzahl | Staffelpremiere      | Staffelfinale        | Staffelpremiere                   | Staffelfinale                     |
| ------- | -------------- | -------------------- | -------------------- | --------------------------------- | --------------------------------- |
| 1       | 22             | 23. September 1995   | 22. Mai 1996         | 26. Juli 1996                     | 15. November 1996                 |
| 2       | 15             | 3. Januar 1997       | 18. April 1997       | 10. Oktober 1997                  | 23. Januar 1998                   |
| 3       | 24             | 23. September 1997   | 19. Mai 1998         | 22. Januar 2000                   | 17. April 2000                    |
| 4       | 24             | 22. September 1998   | 25. Mai 1999         | 30. Juli 2000                     | 1. Januar 2001                    |
| 5       | 25             | 21. September 1999   | 23. Mai 2000         | 4. Februar 2001                   | 5. August 2001                    |
| 6       | 24             | 3. Oktober 2000      | 22. Mai 2001         | 12. August 2001                   | 5. Januar 2003                    |
| 7       | 24             | 25. September 2001   | 21. Mai 2002         | 1. August 2004                    | 24. Oktober 2004                  |
| 8       | 24             | 24. September 2002   | 20. Mai 2003         | 31. Oktober 2004                  | 23. Januar 2005                   |
| 9       | 23             | 26. September 2003   | 21. Mai 2004         | 30. Januar 2005                   | 24. April 2005                    |
| 10      | 22             | 24. September 2004   | 29. April 2005       | 30. April 2006                    | 16. Juli 2006                     |

## Staffel 1
Die Erstausstrahlung der ersten Staffel war vom 23. September 1995 bis zum 22. Mai 1996 auf dem US-amerikanischen Sender NBC zu sehen. Die deutschsprachige Erstausstrahlung sendete der deutsche Free-TV-Sender Sat.1 vom 26. Juli bis zum 15. November 1996.
| Nr. (ges.) | Nr. (St.) | Deutscher Titel                     | Originaltitel    | Erstausstrahlung USA | Deutschsprachige Erstausstrahlung (D) | Regie                | Drehbuch                                            |
| --- | --------- | ----------------------------------- | ---------------- | -------------------- | ------------------------------------- | -------------------- | --------------------------------------------------- |
| 1 | 1         | Tod auf dem Flugzeugträger – Teil 1 | A New Life (1)   | 23. Sep. 1995        | 26. Juli 1996                         | Donald P. Bellisario | Donald P. Bellisario                                |
| Harmon Rabb untersucht den mysteriösen Tod einer Pilotin an Bord eines Flugzeugträgers. Harm ist überzeugt, dass die über Bord gegangene Pilotin keinen Selbstmord verübt hat, sondern gestoßen wurde. |           |                                     |                  |                      |                                       |                      |                                                     |
| 2 | 2         | Tod auf dem Flugzeugträger – Teil 2 | A New Life (2)   | 23. Sep. 1995        | 26. Juli 1996                         | Donald P. Bellisario | Donald P. Bellisario                                |
| Harm ermittelt weiter und stellt fest, dass sich alle Verdächtigen noch an Bord des Flugzeugträgers befinden müssen. |           |                                     |                  |                      |                                       |                      |                                                     |
| 3 | 3         | Der Torpedo                         | Shadow           | 30. Sep. 1995        | 2. Aug. 1996                          | Donald P. Bellisario | Donald P. Bellisario                                |
| Ein frustrierter Software-Entwickler an Bord eines U-Boots erpresst die Navy mit einem abgeschossenen Torpedo, über den nur er die Kontrolle hat. |           |                                     |                  |                      |                                       |                      |                                                     |
| 4 | 4         | Operation Sandsturm                 | Desert Son       | 7. Okt. 1995         | 2. Aug. 1996                          | Joe Napolitano       | Robert Crais, Evan Katz & Donald P. Bellisario      |
| Der arrogante Sohn eines wichtigen Generals gibt zu, sich bei der Berechnung von Artillerie-Koordinaten geirrt zu haben – ein Irrtum mit tödlichen Folgen. |           |                                     |                  |                      |                                       |                      |                                                     |
| 5 | 5         | Der Offiziersmörder                 | Déjà Vu          | 21. Okt. 1995        | 9. Aug. 1996                          | Doug Lefler          | Evan Katz                                           |
| Ein Navy-Lieutenant wird in der Nähe des Ehrenfriedhofes Arlington umgebracht. |           |                                     |                  |                      |                                       |                      |                                                     |
| 6 | 6         | Flug in den Tod                     | Pilot Error      | 4. Nov. 1995         | 9. Aug. 1996                          | Les Landau           | Robert Cochran, Donald P. Bellisario & Jack Orman   |
| Harms alter Zimmergenosse kommt ums Leben, als während eines Testfluges die Maschine abstürzt. |           |                                     |                  |                      |                                       |                      |                                                     |
| 7 | 7         | Der leuchtende Pfad                 | War Cries        | 11. Nov. 1995        | 16. Aug. 1996                         | Duwayne Dunham       | R. Scott Gemmill                                    |
| In der amerikanischen Botschaft in Lima wird von US-Marines eine Gestalt auf der Mauer des Botschaftsgrundstücks getötet. Es stellt sich allerdings heraus, dass der vermeintliche Angreifer noch ein Junge war. |           |                                     |                  |                      |                                       |                      |                                                     |
| 8 | 8         | Der Ausbruch                        | Brig Break       | 2. Dez. 1995         | 23. Aug. 1996                         | Jim Johnston         | Reuben Leder & Robert Cochran                       |
| Das JAG-Team verfolgt auf der Navy-Basis Sea-Tac die Spur von gestohlenen Raketen. Es kommt zu einer Revolte im Gefängnis und Austin wird als Geisel genommen. |           |                                     |                  |                      |                                       |                      |                                                     |
| 9 | 9         | Gefangen in Bagdad                  | Scimitar         | 9. Dez. 1995         | 30. Aug. 1996                         | John McPherson       | Robert Cochran                                      |
| Ein Marine wird im Irak gefangen genommen und steht wegen Spionage vor Gericht. |           |                                     |                  |                      |                                       |                      |                                                     |
| 10 | 10        | Tod einer Rekrutin                  | Boot             | 6. Jan. 1996         | 20. Sep. 1996                         | Jim Johnston         | Lucian Truscott IV                                  |
| Im Trainingszentrum Parris Island wird die Rekrutin Shuler in einem Kletterturm stranguliert aufgefunden. Tod durch Unfall lautet der Bericht. In einem anonymen Brief ist jedoch von Mord die Rede. Meg Austin lässt sich inkognito als Rekrutin in die Ausbildungseinheit einschleusen.                                                                      |           |                                     |                  |                      |                                       |                      |                                                     |
| 11 | 11        | Unheimliche Begegnungen             | Sightings        | 13. Jan. 1996        | 30. Aug. 1996                         | Tom Del Ruth         | Evan Katz                                           |
| Vor Jahren hat die Navy ihren Luftwaffenstützpunkt bei Del Rio aufgegeben, weil dort angeblich UFOs und unheimliche Gestalten ihr Unwesen treiben. Darauf soll auch das Verschwinden einer Zehnjährigen zurückzuführen sein. Rabb und Austin sollen das Mädchen finden.                                                                                        |           |                                     |                  |                      |                                       |                      |                                                     |
| 12 | 12        | Code Red                            | The Brotherhood  | 3. Feb. 1996         | 6. Sep. 1996                          | Michael Zinberg      | R. Scott Gemmill & Donald P. Bellisario             |
| Ein afroamerikanischer Marine wird mit schweren Verletzungen aufgefunden. Harm ist überzeugt, dass die Angreifer Rassisten sind. |           |                                     |                  |                      |                                       |                      |                                                     |
| 13 | 13        | Vor dem Kriegsgericht               | Defensive Action | 13. März 1996        | 13. Sep. 1996                         | Ray Austin           | Terry Curtis Fox                                    |
| Capt. Boone hat durch den Abschuss eines bosnischen Hubschraubers den Waffenstillstand verletzt. Das JAG-Team verteidigt seine Handlung vor dem Kriegsgericht. |           |                                     |                  |                      |                                       |                      |                                                     |
| 14 | 14        | Das Virus                           | Smoked           | 20. März 1996        | 27. Sep. 1996                         | Jim Johnston         | Donald P. Bellisario                                |
| In dem Flugzeug von Rabbs Freund verschmort ein Blitz Navigationssystem sowie Funkanlage. Er driftet nach Kuba ab, wird zur Landung gezwungen und festgehalten. Harm soll Pilot und Maschine zurückholen oder zerstören, denn das Flugzeug hat eine völlig neue Elektronik an Bord.                                                                            |           |                                     |                  |                      |                                       |                      |                                                     |
| 15 | 15        | Hemlock                             | Hemlock          | 27. März 1996        | 4. Okt. 1996                          | Jim Johnston         | Donald P. Bellisario & Jack Orman                   |
| Präsident Jelzin wird in Washington erwartet. Zwei Tage vorher dringt ein Attentäter in das Pentagon-Büro eines Royal-Navy-Commanders ein, holt sich aus dessen Computer Jelzins Reiseroute und schickt sie versehentlich an das Fax von Meg Austin. Kaum hat er seinen Irrtum erkannt, taucht er in Megs Büro auf, um das Schreiben wieder an sich zu nehmen. |           |                                     |                  |                      |                                       |                      |                                                     |
| 16 | 16        | Der Scharfschütze                   | High Ground      | 3. Apr. 1996         | 11. Okt. 1996                         | Ray Austin           | Robert McCullough & Greg Strangis                   |
| Ein Ausbilder, dem versprochen wurde, dass er bis zu seiner Pensionierung nur noch Dienst im Inland leisten muss, soll nach Bosnien versetzt werden. Er schießt deshalb auf seinen Vorgesetzten. |           |                                     |                  |                      |                                       |                      |                                                     |
| 17 | 17        | Sprung in den Tod                   | Black Ops        | 10. Apr. 1996        | 18. Okt. 1996                         | Ray Austin           | Greg Strangis & Robert McCullough                   |
| Ein Navy-Pilot und Sohn einer US-Senatorin stirbt als Mitglied in einem Team der SEALs, offenbar aufgrund von Fahrlässigkeit seitens der SEALs. Deswegen möchte die Senatorin, dass die SEALs dauerhaft aufgelöst werden. Admiral Chegwidden und Rabb finden im Dickicht vieler Lügen heraus, was wirklich die Ursache für den Tod des Piloten war.            |           |                                     |                  |                      |                                       |                      |                                                     |
| 18 | 18        | Das Versprechen                     | Survivors        | 17. Apr. 1996        | 25. Okt. 1996                         | Greg Beeman          | R. Scott Gemmill, Donald P. Bellisario & Jack Orman |
| Ein Colonel der Marines glaubt, dass in seinem Sohn ein Kamerad aus dem Vietnamkrieg reinkarniert ist. Er entführt sein Kind mitten des Sorgerechtsverfahrens, um ein altes Versprechen, das er seinem Kameraden im Gefecht gegeben hatte, einzulösen. |           |                                     |                  |                      |                                       |                      |                                                     |
| 19 | 19        | Sabotage                            | Recovery         | 1. Mai 1996          | 1. Nov. 1996                          | Joe Napolitano       | Jack Orman                                          |
| Bei einer Notfallübung an einem Space-Shuttle bricht ein Stahlseil und ein Astronaut fällt in den Tod. Rabb und Austin bekommen den Auftrag festzustellen, ob Sabotage vorliegt, bevor der Shuttle in den Weltraum startet. |           |                                     |                  |                      |                                       |                      |                                                     |
| 20 | 20        | Der Gefangene                       | The Prisoner     | 8. Mai 1996          | 8. Nov. 1996                          | Michael Zinberg      | Evan Katz                                           |
| Rabb wird von der chinesischen Regierung entführt. Er soll im Verhör preisgeben, wie sich die Amerikaner verhalten werden, wenn China versuchte, die Matsu-Inseln mit Gewalt an sich zu reißen. Während seiner Gefangenschaft glaubt Rabb, dass sein im Vietnamkrieg verschollener Vater in der Zelle unter ihm inhaftiert ist.                                |           |                                     |                  |                      |                                       |                      |                                                     |
| 21 | 21        | Havarie auf hoher See               | Ares             | 22. Mai 1996         | 8. Nov. 1996                          | Ray Austin           | Jack Orman & Eric Hall                              |
| Das vollautomatische System eines U.S.-Zerstöres weist plötzliche Fehlfunktionen auf. Rabb und Austin müssen herausfinden wieso, bevor das Schiff durch die koreanische Seestreitmacht übernommen wird. |           |                                     |                  |                      |                                       |                      |                                                     |
| 22 | 22        | Das Geisterschiff                   | Skeleton Crew    | 1999                 | 15. Nov. 1996                         | Donald P. Bellisario | Donald P. Bellisario                                |
| Ein weiblicher Lieutenant wird ermordet aufgefunden. Harm findet heraus, dass es sich bei dem Opfer um eine Freundin handelt. |           |                                     |                  |                      |                                       |                      |                                                     |

## Staffel 2
Die Erstausstrahlung der zweiten Staffel war vom 3. Januar bis zum 18. April 1997 auf dem US-amerikanischen Sender CBS zu sehen. Die deutschsprachige Erstausstrahlung sendete der deutsche Free-TV-Sender Sat.1 vom 10. Oktober 1997 bis zum 23. Januar 1998.
| Nr. (ges.) | Nr. (St.) | Deutscher Titel              | Originaltitel      | Erstausstrahlung USA | Deutschsprachige Erstausstrahlung (D) | Regie           | Drehbuch                  |
| --- | --------- | ---------------------------- | ------------------ | -------------------- | ------------------------------------- | --------------- | ------------------------- |
| 23 | 1         | Amerika wird erpresst        | We the People      | 3. Jan. 1997         | 10. Okt. 1997                         | Les Landau      | Donald P. Bellisario      |
| Rabb wird von seiner Ordensverleihungsfeier im Weißen Haus zu einem Auftrag mit seiner neuen Partnerin Major Sarah „Mac“ MacKenzie gerufen. Colonel Matthew O’Hara, ein verdienter und hoch dekorierter Soldat, hat die Unabhängigkeitserklärung der Vereinigten Staaten gestohlen, um 500.000.000 $ Lösegeld zu erpressen. Es stellt sich heraus, dass der Colonel MacKenzies Onkel ist. Bei der Suche nach der Erklärung trifft das Team auf CIA-Agent Clayton Webb.                     |           |                              |                    |                      |                                       |                 |                           |
| 24 | 2         | Die Akte Magida              | Secrets            | 10. Jan. 1997        | 17. Okt. 1997                         | Ray Austin      | Tom Towler                |
| Eine Marine-Corporal flieht nach 8 Jahren aus dem Gefängnis Grotton Brigg, in dem er wegen Spionage einsaß. Er nimmt Admiral Chegwidden, MacKenzie und Roberts als Geiseln und fordert die Wiederaufnahme seines Verfahrens, da er meint, sein Verfahren sei durch falsche Informationen manipuliert worden. In diesem Verfahren wurde er von Admiral Chegwidden vertreten. Rabb und Webb arbeiten von außen, um die Tötung des Geiselnehmers durch den CIA-Agenten Osborne zu verhindern. |           |                              |                    |                      |                                       |                 |                           |
| 25 | 3         | Der Fluch                    | Jinx               | 17. Jan. 1997        | 24. Okt. 1997                         | Jerry Jameson   | Jack Orman                |
| Rabb muss beweisen, dass eine F-14-Staffel, die versehentlich bei der Operation Desert-Storm eine Moschee bombardierte, nicht mit einem Fluch belegt ist, nachdem es zu mehreren Unfällen in der Staffel gekommen ist, bei einem auch sein bester Freund starb. |           |                              |                    |                      |                                       |                 |                           |
| 26 | 4         | Ein Held vor Gericht         | Heroes             | 24. Jan. 1997        | 31. Okt. 1997                         | Tony Wharmby    | R. Scott Gemmill          |
| Rabb und MacKenzie treten gegeneinander in einer Anhörung auf. Rabb möchte einen Navy-SEAL wegen Tötung anklagen, der in einer geheimen Mission dessen besten Freund erschossen hat. Rabb geht in der Verhandlung zu weit und feuert mit einer Maschinenpistole in die Decke des Gerichtssaals. Als er erkennt, dass der SEAL sich selbst getötet hat, um seiner Entlassung wegen seiner HIV-Erkrankung und Homosexualität zuvorzukommen, lässt er die Anklage fallen.                     |           |                              |                    |                      |                                       |                 |                           |
| 27 | 5         | Die Äquatortaufe             | Crossing the Line  | 31. Jan. 1997        | 7. Nov. 1997                          | Tony Wharmby    | Stephen Zito              |
| Eine Pilotin bezichtigt Captain Boone, der sie für eine schlechte Pilotin hält, der sexuellen Belästigung. Die Ermittlungen Rabbs, Roberts und MacKenzies werden durch eine Senatorin erschwert, die sich in die Ermittlungen einmischt. |           |                              |                    |                      |                                       |                 |                           |
| 28 | 6         | Einsatz in Belfast           | Trinity            | 7. Feb. 1997         | 14. Nov. 1997                         | Alan J. Levi    | Jack Orman                |
| Ein Säugling einer Navy-Offizierin ist von einem amerikanischen U-Boot-Stützpunkt in Schottland entführt worden. Die gefundenen Beweise lassen den Schluss zu, dass der Vater des Säuglings – ein Führer der IRA – das Kind entführt hat. Rabb und MacKenzie reisen nach Belfast, um das Kind zu finden und arbeiten mit der nordirischen Polizei zusammen. |           |                              |                    |                      |                                       |                 |                           |
| 29 | 7         | Geister der Vergangenheit    | Ghosts             | 14. Feb. 1997        | 21. Nov. 1997                         | Ray Austin      | R. Scott Gemmill          |
| Admiral Chegwiddens Leben ist in Gefahr, weil er das letzte lebende Mitglied seines SEAL-Teams aus dem Vietnam-Krieg ist. Bei einem Anschlag wird seine Freundin getötet. Es scheint, dass der Killer Zeugen einer Straftat von vor 30 Jahren im Vietnam-Krieg beseitigen will. |           |                              |                    |                      |                                       |                 |                           |
| 30 | 8         | Die Notlandung               | Full Engagement    | 21. Feb. 1997        | 28. Nov. 1997                         | Alan J. Levi    | Jack Orman                |
| Nach einem Absturz mit seinem Doppeldecker „Sarah“, müssen sich Rabb und MacKenzie vor Wilderern verstecken, weil sie Zeugen der Tötung eines Wildhüters durch die Wilderer geworden sind. |           |                              |                    |                      |                                       |                 |                           |
| 31 | 9         | Die Prinzessin auf der Bombe | Washington Holiday | 28. Feb. 1997        | 12. Dez. 1997                         | Joe Napolitano  | Stephen Zito              |
| Rabb soll die Prinzessin von Rumänien während ihres Aufenthalts in Washington D.C. begleiten. Ihr Vater, der rumänische König, ist in Washington um sein Land der NATO beitreten zu lassen. Er wird erpresst, von seinem Vorhaben Abstand zu nehmen, anderenfalls soll ein Attentat auf die Prinzessin folgen. |           |                              |                    |                      |                                       |                 |                           |
| 32 | 10        | Der Herr der Drogen          | The Game of Go     | 28. Feb. 1997        | 5. Dez. 1997                          | Ray Austin      | Tom Towler                |
| Rabb muss einen Marine befreien, der von einem kolumbianischen Drogenbaron als Geisel gefangen gehalten wird. |           |                              |                    |                      |                                       |                 |                           |
| 33 | 11        | Harte Bandagen               | Force Recon        | 7. März 1997         | 19. Dez. 1997                         | Alan J. Levi    | Tom Towler & Stephen Zito |
| Rabb ermittelt inkognito als Gunny im Camp Pendleton während MacKenzie und Roberts dort der Vermutung nachgehen, dass der Captain der Einheit mit unerlaubten Mittel seine Auszubildenden für den Kampfeinsatz ausbildet. |           |                              |                    |                      |                                       |                 |                           |
| 34 | 12        | Der Schutzengel              | The Guardian       | 28. März 1997        | 2. Jan. 1998                          | Michael Schultz | Jack Orman                |
| Rabb und MacKenzie verteidigen einen ehemaligen Navy-SEAL, der wegen Mordes angeklagt ist, weil er Räuber, die einen Supermarkt überfallen haben, tötete. Roberts kann im Lauf der Ermittlungen einen überraschenden Zeugen ermitteln. |           |                              |                    |                      |                                       |                 |                           |
| 35 | 13        | Terror im OP                 | Code Blue          | 4. Apr. 1997         | 9. Jan. 1998                          | Tony Wharmby    | R. Scott Gemmill          |
| Rabb befindet sich wegen eines Unfalls in einem Krankenhaus, in dem sich ein israelischer Diplomat einer Herztransplantation unterzieht. Terroristen besetzen das Krankenhaus und stellen Bedingungen die erfüllt werden müssen, damit die Ärzte mit der Transplantation fortfahren können. Rabb und MacKenzie, die fließend Persisch spricht, versuchen die Terroristen zu überwältigen.                                                                                                  |           |                              |                    |                      |                                       |                 |                           |
| 36 | 14        | Kosaken und Cowboys          | Cowboys & Cossacks | 11. Apr. 1997        | 16. Jan. 1998                         | Tony Wharmby    | R. Scott Gemmill          |
| Zwischen den amerikanischen und russischen Streitkräften soll eine gemeinsame Übung stattfinden. Rabb, MacKenzie und Roberts sind als Beobachteter hinzugezogen worden. Die Situation scheint zu eskalieren, da die beiden Kapitäne den Groll des Kalten Krieges nicht hinter sich lassen wollen. |           |                              |                    |                      |                                       |                 |                           |
| 37 | 15        | Rendezvous mit dem Tod       | Rendezvous         | 18. Apr. 1997        | 23. Jan. 1998                         | Duwayne Dunham  | Craig Tepper              |
| MacKenzie muss einen Chief Petty Officer verteidigen, der den Liebhaber seiner Ehefrau getötet haben soll. MacKenzie wird an ihre Kindheit erinnert, die vom Alkoholexzess und Prügel ihres Vaters geprägt war. |           |                              |                    |                      |                                       |                 |                           |

## Staffel 3
Die Erstausstrahlung der dritten Staffel war vom 23. September 1997 bis zum 19. Mai 1998 auf dem US-amerikanischen Sender CBS zu sehen. Die deutschsprachige Erstausstrahlung sendete der deutsche Free-TV-Sender Sat.1 vom 22. Januar bis zum 17. April 2000.
| Nr. (ges.) | Nr. (St.) | Deutscher Titel                   | Originaltitel                       | Erstausstrahlung USA | Deutschsprachige Erstausstrahlung (D) | Regie                | Drehbuch                        |
| --- | --------- | --------------------------------- | ----------------------------------- | -------------------- | ------------------------------------- | -------------------- | ------------------------------- |
| 38 | 1         | Das Skelett im Schiffsrumpf       | Ghost Ship                          | 23. Sep. 1997        | 22. Jan. 1999                         | Donald P. Bellisario | Donald P. Bellisario            |
| Auf dem stillgelegten Navy-Flugzeugträger USS Hornet wird ein Skelett im Rumpf gefunden. Rabb ist besessen von der Idee, dass eine Verbindung zwischen dem Skelett und seinem verschollenen Vater besteht. |           |                                   |                                     |                      |                                       |                      |                                 |
| 39 | 2         | Sex und Disziplin                 | The Court-Martial of Sandra Gilbert | 30. Sep. 1997        | 29. Jan. 1999                         | Alan J. Levi         | Stephen Zito                    |
| Bei den Ermittlungen zu Ehebruch und Befehlsverweigerung einer Pilotin mischt sich eine Kongressabgeordnete ein, um die Gerechtigkeit zwischen Mann und Frau in der Navy sicherzustellen. |           |                                   |                                     |                      |                                       |                      |                                 |
| 40 | 3         | Blutige Entscheidung              | The Good of the Service             | 7. Okt. 1997         | 5. Feb. 1999                          | Alan J. Levi         | Larry Moskowitz                 |
| Rabb und MacKenzie klagen einen Colonel wegen Befehlsmissachtung an. Dieser hatte eine Rettungsaktion für sein Team in Haiti durchgeführt, die von der Marineleitung jedoch verboten wurde. Als Verteidiger tritt Admiral Chegwidden gegen Rabb und MacKenzie auf. Diese hat eine persönliche Beziehung zum Angeklagten. |           |                                   |                                     |                      |                                       |                      |                                 |
| 41 | 4         | Die Sicht der Dinge               | Blind Side                          | 14. Okt. 1997        | 12. Feb. 1999                         | Tony Wharmby         | Dana Coen                       |
| Während eines Trainingsfluges werden zwei Zivilisten getötet. Der verursachende Pilot wird von seinem Fluglehrer, der auch Rabbs Lehrer war, gedeckt. |           |                                   |                                     |                      |                                       |                      |                                 |
| 42 | 5         | König der Flöhe                   | King of the Fleas                   | 21. Okt. 1997        | 19. Feb. 1999                         | Tony Wharmby         | Dana Coen                       |
| Ein querschnittgelähmter Vietnamveteran kommt in das JAG-Hauptquartier und gesteht einen Mord. Die Ermittlungen werden dadurch erschwert, dass er vorgibt, Informationen zu Rabbs Vater zu haben. |           |                                   |                                     |                      |                                       |                      |                                 |
| 43 | 6         | Verschollen im Bermuda Dreieck    | Vanished                            | 28. Okt. 1997        | 26. Feb. 1999                         | Alan J. Levi         | R. Scott Gemmill                |
| Im Bermudadreieck verschwindet eine voll bewaffnete F-14 ohne jede Spur. Rabb und MacKenzie müssen herausfinden, was mit dem Flugzeug und dem Piloten passiert ist. |           |                                   |                                     |                      |                                       |                      |                                 |
| 44 | 7         | Verräter an Bord                  | Against All Enemies                 | 4. Nov. 1997         | 5. März 1999                          | Joe Napolitano       | Alex Davidson                   |
| Die Streitkräfte der USA werden beschuldigt, ein nordkoreanisches Zivilflugzeug abgeschossen zu haben. Rabb und MacKenzie sollen die Wahrheit herausfinden, während die nordkoreanische Kriegsmarine mit Vergeltung droht und die Bergungsarbeiten der Maschine verhindern will. |           |                                   |                                     |                      |                                       |                      |                                 |
| 45 | 8         | Der zweite Zeuge                  | Above and Beyond                    | 11. Nov. 1997        | 5. Juni 1999                          | Tony Wharmby         | Paul Levine                     |
| Ein Navy-SEAL soll mit der Medal of Honor für die Rettung eines Washingtoner Diplomaten ausgezeichnet werden. Rabb und MacKenzie sollen klären, ob er diese Auszeichnung verdient hat. Er verweigert aber die Mitarbeit an der Aufklärung des Sachverhaltes. |           |                                   |                                     |                      |                                       |                      |                                 |
| 46 | 9         | Tödliche Kollision                | Impact                              | 18. Nov. 1997        | 12. Juni 1999                         | Paul Schneider       | R. Scott Gemmill                |
| Rabb und Roberts stoßen auf Widerstand bei der Untersuchung eines Zusammenstoßes eines Helikopters mit einem unbekannten Flugobjekt. MacKenzie verlässt JAG, um in einer privaten Anwaltskanzlei ihres Freundes zu arbeiten. |           |                                   |                                     |                      |                                       |                      |                                 |
| 47 | 10        | Unter Mordverdacht                | People v. Rabb                      | 25. Nov. 1997        | 19. Juni 1999                         | Greg Beeman          | Larry Moskowitz                 |
| Rabb wird des Mordes an einem russischen Mafioso, der ihm Unterlagen zum Verbleib seines Vaters verkaufen wollte, angeklagt und muss von der Zivilistin MacKenzie verteidigt werden. Diese kehrt nach JAG zurück. |           |                                   |                                     |                      |                                       |                      |                                 |
| 48 | 11        | In der Falle                      | Defenseless                         | 9. Dez. 1997         | 26. Juni 1999                         | Tony Wharmby         | Kimberly Costello               |
| Rabb und MacKenzie verteidigen einen Navy-Ensign, die einen türkischen Militärattaché getötet haben soll, weil sie glaubte, er würde sie angreifen. Zunächst glaubt Rabb dieser Version der Ereignisse nicht, wird aber mit der Zeit davon überzeugt. Er widersetzt sich den Ratschlägen des Admirals, die auf Grund von politischem Druck erteilt werden. |           |                                   |                                     |                      |                                       |                      |                                 |
| 49 | 12        | Mord im Hangar                    | Someone to Watch over Annie         | 6. Jan. 1998         | 3. Juli 1999                          | Greg Beeman          | Stephen Zito                    |
| Rabb versucht die Witwe seines Freundes und ihren Sohn Josh zu schützen, da dieser auf einer Navy Air Base einen Mord beobachtet hat. Nachdem ein erfolgloses Attentat auf Rabb und Josh verübt wurde, wird Josh entführt. |           |                                   |                                     |                      |                                       |                      |                                 |
| 50 | 13        | Die Stunde des Jägers             | With Intent to Die                  | 13. Jan. 1998        | 10. Juli 1999                         | Winrich Kolbe        | Larry Moskowitz                 |
| Ein alter Freund und Mentor Admiral Chegwiddens wird bei einem Jagdausflug mit dem stellvertretenden Verteidigungsminister tot im Wald aufgefunden. Der Gerichtsmediziner geht von einer Selbsttötung aus. Chegwidden will dies nicht glauben und beginnt auf eigene Faust zu ermitteln. |           |                                   |                                     |                      |                                       |                      |                                 |
| 51 | 14        | Amok                              | Father's Day                        | 3. Feb. 1998         | 17. Juli 1999                         | Tony Wharmby         | Dana Coen                       |
| Ein Soldat stiehlt einen Panzer, weil er in einem Sorgerechtsstreit um seinen Sohn befürchtet, aufgrund eines Verfahrens wegen Pflichtverletzung, das Sorgerecht nicht zugesprochen zu bekommen. |           |                                   |                                     |                      |                                       |                      |                                 |
| 52 | 15        | Alte Helden sterben nie           | Yesterday's Heroes                  | 24. Feb. 1998        | 24. Juli 1999                         | Greg Beeman          | R. Scott Gemmill                |
| Rabb und MacKenzie ermitteln gegen drei Veteranen aus dem Zweiten Weltkrieg, die ein Attentat auf eine Yacht eines Drogenbarons begangen haben sollen. Roberts lernt seine zukünftigen Schwiegereltern kennen. |           |                                   |                                     |                      |                                       |                      |                                 |
| 53 | 16        | Ende einer Karriere               | Chains of Command                   | 3. März 1998         | 7. Aug. 1999                          | Tony Wharmby         | Stephen Zito                    |
| Der Chief an Bord der USS Seahawk wird wegen sexueller Belästigung angeklagt. Er engagiert den zivilen Anwalt Dalton Lowne, MacKenzies Freund. Dieser nutzt die Beziehung zu MacKenzie aus, indem er aus ihrer Wohnung vertrauliche Informationen stiehlt. |           |                                   |                                     |                      |                                       |                      |                                 |
| 54 | 17        | Der Verfolger                     | The Stalker                         | 17. März 1998        | 4. Sep. 1999                          | Scott Brazil         | Larry Moskowitz                 |
| Nachdem ihr Ex-Freund Lowne erschossen wurde, versucht MacKenzie ihrem Verfolger zu entkommen. Die Tochter des Admirals, Francesca aus Italien, besucht ihren Vater. |           |                                   |                                     |                      |                                       |                      |                                 |
| 55 | 18        | Terror an Bord                    | Tiger, Tiger                        | 24. März 1998        | 9. Okt. 1999                          | Tony Wharmby         | Thom Parham                     |
| Eine Kreuzfahrt für Kinder von Navyangehörigen wird todernst, als kubanische Freiheitskämpfer das Schiff entführen, um mit den Waffen des Schiffes Fidel Castro zu ermorden. Rabb ist mit Josh, ohne es seiner Mutter zu sagen, auf dem Schiff und muss das Vorhaben der Terroristen vereiteln. |           |                                   |                                     |                      |                                       |                      |                                 |
| 56 | 19        | Dianas Geist                      | Death Watch                         | 31. März 1998        | 13. Nov. 1999                         | Donald P. Bellisario | Donald P. Bellisario            |
| Rabb hat immer wieder Erinnerungen an die seine getötete Freundin (vgl. Staffel 1, Folge 22). Für die JAG-Behörde war der Fall abgeschlossen, nachdem der Hauptverdächtige Selbstmord begangen hat. |           |                                   |                                     |                      |                                       |                      |                                 |
| 57 | 20        | Der Mann mit der Maske            | Imposter                            | 21. Apr. 1998        | 31. Juli 1999                         | Alan J. Levi         | R. Scott Gemmill                |
| Der frühere Spion Special Agent Clark Palmer eignet sich Rabbs Identität an, um einen wichtigen Zeugen in einem Prozess, den Rabb und MacKenzie führen, zu töten. Er fesselt Rabb in seiner mit Sprengstoff versehenen Wohnung an einen Bewegungsmelder. |           |                                   |                                     |                      |                                       |                      |                                 |
| 58 | 21        | Die Rückkehr des Jimmy Blackhorse | The Return of Jimmy Blackhorse      | 28. Apr. 1998        | 12. Apr. 2000                         | Alan J. Levi         | Dana Coen                       |
| Die Marines bringen einen verstorbenen Navajo-Indianer wieder zurück zu seinem Stamm. Er hat im Zweiten Weltkrieg als Verschlüsselungsspezialist gedient. Seine Schwägerin, die Medizinfrau des Stammes, glaubt nicht, dass in dem Sarg die sterblichen Überreste ihres Schwagers liegen. Ein Erkenntnis bringender DNS-Test soll aus religiösen Gründen nicht durchgeführt werden. |           |                                   |                                     |                      |                                       |                      |                                 |
| 59 | 22        | Die Hölle von Montecassino        | Clipped Wings                       | 5. Mai 1998          | 13. Apr. 2000                         | Tony Wharmby         | Stephen Zito                    |
| Eine amerikanische F-14 kollidierte in Italien mit einem italienischen Zivilhubschrauber. Bei diesem Unfall starben sechs Zivilisten. Der Pilot gibt an, dass er einem anderen Flugzeug ausgewichen sei. Rabb übernimmt seine Verteidigung und MacKenzie die Anklage vor dem Kriegsgericht. Die italienische Regierung möchte den Piloten selbst anklagen. Rabb erhält bei den Ermittlungen Hilfe von Chegwiddens Tochter. |           |                                   |                                     |                      |                                       |                      |                                 |
| 60 | 23        | Hochzeitsblues                    | Wedding Bell Blues                  | 12. Mai 1998         | 14. Apr. 2000                         | Alan J. Levi         | R. Scott Gemmill & Stephen Zito |
| Die Hochzeit von Roberts und Simms wird durch Roberts Vater und Simms Mutter gefährdet. Rabb, Roberts und Chegwidden werden nach einer Schlägerei in einem Strip-Lokal verhaftet. Roberts Vater bedroht und schlägt dessen kleinen Bruder Mikey, weil dieser nicht der Navy beitreten will. |           |                                   |                                     |                      |                                       |                      |                                 |
| 61 | 24        | Liebesgrüße nach Moskau – Teil 1  | To Russia with Love (1)             | 19. Mai 1998         | 17. Apr. 2000                         | Tony Wharmby         | Larry Moskowitz                 |
| Rabb wird ein Foto seines Vaters zugespielt, das ihn zeigt, als er nach dem Vietnamkrieg nach Sibirien verschleppt wird. Rabb bittet den Admiral, die Suche aufzunehmen. Dieser gewährt die Bitte und schickt MacKenzie mit, um Rabb zu unterstützen. In Russland angekommen nutzen sie die Hilfe von dem einheimischen Taxifahrer Alexej, der loyal zu sein scheint und immer die Aufträge des meistbietenden ausführt. Rabb und MacKenzie treffen „Falcon“ (Sokol) und Colonel Parlovsky. Es ergeben sich Hinweise, sodass Rabb und MacKenzie nach Beloika reisen müssen. Um dorthin gelangen zu können, müssen sie eine MIG-29 stehlen. Sie werden gejagt und beschossen. |           |                                   |                                     |                      |                                       |                      |                                 |

## Staffel 4
Die Erstausstrahlung der vierten Staffel war vom 22. September 1998 bis zum 25. Mai 1999 auf dem US-amerikanischen Sender CBS zu sehen. Die deutschsprachige Erstausstrahlung der ersten 21 Folgen sendete der deutsche Free-TV-Sender Sat.1 vom 30. Juli bis zum 17. Dezember 2000. Die letzten drei Folgen sendete der deutschen Pay-TV-Sender Premiere vom 27. Dezember 2000 bis zum 1. Januar 2001.
| Nr. (ges.) | Nr. (St.) | Deutscher Titel                 | Originaltitel               | Erstausstrahlung USA | Deutschsprachige Erstausstrahlung (D) | Regie           | Drehbuch                    |
| --- | --------- | ------------------------------- | --------------------------- | -------------------- | ------------------------------------- | --------------- | --------------------------- |
| 62 | 1         | Tod in der Taiga – Teil 2       | Gypsy Eyes (2)              | 22. Sep. 1998        | 30. Juli 2000                         | Tony Wharmby    | Donald P. Bellisario        |
| Rabb ist mit MacKenzie immer noch in Russland auf der Suche nach seinem Vater. Weil sie nach dem Abschuss ihrer gestohlenen MIG durch russische Abfangjäger als vermisst gelten und die Russen einen tragischen Unfall infolge eines Testflugs verkünden, fliegt der Admiral ihnen nach. Ein Geschwisterpaar versucht derweil, Rabb und MacKenzie bei deren Suche zu Helfen. Nebenbei lässt Rabb für Webb einen Mafiaring auffliegen. Außerdem erfährt er nun mehr über den Verbleib seines Vaters. |           |                                 |                             |                      |                                       |                 |                             |
| 63 | 2         | Im Namen des Volkes             | Embassy                     | 29. Sep. 1998        | 6. Aug. 2000                          | Alan J. Levi    | R. Scott Gemmill            |
| Der sudanesische Botschafter hat eine Übernahme der Botschaft in Washington inszeniert um vor dem sudanesischen Volk als Held dazustehen und Präsident zu werden. Rabb und MacKenzie sind „durch Zufall“ auf einer Party in der Botschaft. Sie versuchen, die Geiseln – unter anderem einen im Volk beliebten Professor – zu befreien. |           |                                 |                             |                      |                                       |                 |                             |
| 64 | 3         | Nacht der Schande               | Innocence                   | 6. Okt. 1998         | 13. Aug. 2000                         | Tony Wharmby    | Dana Coen                   |
| Einem Offizier der Überwasserstreitkräfte an Bord der USS Reprisal wird vorgeworfen, in Japan eine Minderjährige vergewaltigt zu haben. Die amerikanisch-japanischen Beziehungen sind in einer kritischen Phase, der Fall hat auch deshalb diplomatische Brisanz, weil der Vater des angeblichen Opfers in seiner Kindheit von einer amerikanischen Atombombe verletzt wurde. Der Stützpunkt der Amerikaner in Japan ist dadurch in Gefahr. Zudem bringt sich dessen Kommandant noch um. Rabb und Major MacKenzie dürfen an dem japanischen Verfahren nur als Beobachter teilnehmen. |           |                                 |                             |                      |                                       |                 |                             |
| 65 | 4         | Die Entführung                  | Going After Francesca       | 13. Okt. 1998        | 20. Aug. 2000                         | Alan J. Levi    | Stephen Zito                |
| Rabb und MacKenzie sind mit dem Admiral in Gaeta, Italien, unterwegs, weil ein amerikanischer Navyoffizier 5 Stinger-Raketen gestohlen hat, um sie an Afghanen zu verkaufen. Diese Gelegenheit will der Admiral natürlich nutzen, um seine dort lebende Tochter zu treffen; bei diesem Treffen wird diese entführt. Seine Ex-Frau Marcella, die mittlerweile mit einem reichen Mann verheiratet ist, und er versuchen mit allen Mitteln, sie wiederzufinden. Es ist aber noch nicht klar, welche Verbindung zwischen der Entführung und dem Diebstahl der Raketen besteht, und welche Rolle die Mafia spielt. |           |                                 |                             |                      |                                       |                 |                             |
| 66 | 5         | Der Martin Baker-Fanclub        | The Martin Baker Fan Club   | 20. Okt. 1998        | 27. Aug. 2000                         | Tony Wharmby    | Dana Coen                   |
| Der ehemalige Vietnamkampfpilot Dick La Croix hat sich im Paley-Klinikum für Kriegsveteranen aus dem Fenster in den Tod gestürzt. Roscoe Martin, ebenfalls Patient der Klinik, wird daraufhin beschuldigt, La Croix die Medikamente vorenthalten zu haben. Martin wird eine schwere Persönlichkeitsstörung bescheinigt, wegen der er hochgradig aggressiv ist. Deshalb soll er beim Sprung aus dem Fenster auch zugeschaut haben. Bei der Anklage wegen fahrlässiger Tötung wird er von Rabb verteidigt, der im Verlauf der Verhandlung zwar mit seinem Mandanten zu kämpfen hat, am Ende aber die eigentlichen Motive seiner Handlungen darlegen kann. Zudem gelingt es den Beiden, Missstände in der Klinik aufzudecken. |           |                                 |                             |                      |                                       |                 |                             |
| 67 | 6         | Terroristenjagd                 | Act of Terror               | 27. Okt. 1998        | 3. Sep. 2000                          | Alan J. Levi    | Larry Moskowitz             |
| Bei einem Anschlag auf ein Schiff der Navy vor der Saudi-Arabischen Küste im Persischen Golf wird der Terrorist Jalil Nasseen festgenommen. Als er auf den gut bewachten Marinestützpunkt ankommt, wird er vom Marine Corporal Barry vor laufenden Fernsehkameras erschossen. Im darauffolgenden Prozess wegen Mordes wird er von Commander Rabb verteidigt, die Anklage vertritt Major MacKenzie. Trotz einer sehr guten Leistung als Verteidiger wird Rabb vom Angeklagten entlassen und durch MacKenzies ehemalige Juraprofessorin ersetzt. Diese wird von einem reichen Industriellen bezahlt, der zuvor schon die Regierung wegen des Prozesses stark kritisiert hat. Brisanz bekommt der Fall, als Rabb bemerkt, dass Jalil Nasseen gar nicht tot ist und der Fall deshalb nur ein Schauprozess ist. |           |                                 |                             |                      |                                       |                 |                             |
| 68 | 7         | Kein guter Tag zum Sterben      | Angels 30                   | 3. Nov. 1998         | 10. Sep. 2000                         | Tony Wharmby    | R. Scott Gemmill            |
| Beim Überfliegen der irakischen Flugverbotszone werden zwei Tomcats der Navy angegriffen. Auch nach mehrmaligem Wiederholen der Aufforderung zu schießen reagiert Lt. Commander „Karma“ Rice nicht. Anstatt den Feind zu beschießen wagt er ein Manöver, um seine Kollegen zu schützen. Dabei kollidiert er mit dem Gegner. Sein Flugzeug beginnt an den Tragflächen zu brennen und stürzt als Feuerball ab. Er kann sich noch mit dem Schleudersitz retten. Bei der anschließenden JAG Ermittlung spricht er von einer Stimme, die ihn vom Schießen abgehalten habe. Auf den Tonbändern des Funkes ist aber nichts zu hören. Rabb lässt daraufhin Karma den Flug wiederholen, was fast schiefgeht. |           |                                 |                             |                      |                                       |                 |                             |
| 69 | 8         | Mr. Rabb geht nach Washington   | Mr. Rabb Goes to Washington | 10. Nov. 1998        | 17. Sep. 2000                         | Jeannot Szwarc  | Stephen Zito                |
| Der Fernsehsender ZNN berichtet in einer Sonderfolge von einem angeblichen Kriegsverbrechen. Ein Aufklärungsteam des US Marine Corps soll während der Operation Desert Storm chemische Waffen eingesetzt haben, um drei amerikanische Chemotechniker zu töten, die im Dienste Saddam Husseins standen. Ein Videoband, das vom Reporter Norman Delaporte veröffentlicht wird, bekräftigt diese Vorwürfe. Es kommt zu einer öffentlichen Anhörung unter der Leitung der Abgeordneten Bobbie Latham, die Rabb dabei um Unterstützung bittet. Dieser versucht in Washington nun den Ruf des Militärs zu retten. Zu Hause trifft MacKenzie auf ihren Ehemann. |           |                                 |                             |                      |                                       |                 |                             |
| 70 | 9         | Bis dass der Tod euch scheidet  | People v. Mac               | 17. Nov. 1998        | 24. Sep. 2000                         | Tony Wharmby    | Larry Moskowitz             |
| Die Folge beginnt damit, dass MacKenzies Ehemann Christopher in ihre Wohnung stürmt. Nachdem er schon in der vorherigen Folge aufgetaucht ist, will er nun wieder mit MacKenzie zusammen sein. Obwohl sie noch immer nicht die Scheidung eingereicht hat, hat sie schon lange mit ihm abgeschlossen, auch weil er während ihrer Ehe mehrere Jahre im Gefängnis war. Da Christopher dem Kredithai Turpin 15.000 Dollar schuldet, bricht dieser mit seinen Leuten bei MacKenzie ein und verprügelt Christopher. Diese bekommt zum Zurückzahlen aber noch einen Tag Aufschub. Christopher erpresst daraufhin MacKenzie und ihren ehemaligen Vorgesetzten Colonel Farrow wegen einer zurückliegenden Affaire. Diese könnte für eine verheiratete JAG Angehörige das Ende der Karriere bedeuten. Christopher wird am folgenden Tag ermordet. MacKenzie und Farrow werden nun des Mordes und der Verschwörung angeklagt. Da die Verhandlung beim JAG Corps stattfindet, wird MacKenzie von Rabb verteidigt. |           |                                 |                             |                      |                                       |                 |                             |
| 71 | 10        | Der schwarze Jet                | The Black Jet               | 24. Nov. 1998        | 1. Okt. 2000                          | Jeannot Szwarc  | David Zabel                 |
| Der Navy-Pilot Jack Keeter wird von Iranis festgenommen. Er soll sich aus einem Flugzeug über der Wüste geschossen haben. Nun wird ihm Spionage vorgeworfen. Darauf steht die Todesstrafe. Er war der Zimmergenosse von Rabb auf der Akademie. Deshalb möchte dieser mit Major MacKenzie in den Iran fliegen, um ihn zurückzuholen. Das Flugzeug war ein spezieller Nurflügler, bei dem mehrere Stabilitätsprogramme versagten. Es stellt sich jedoch heraus, dass Keeler sich nicht aus dem Flugzeug geschossen hat, sondern in der Wüste gelandet ist. Rabb und MacKenzie arbeiten nun wieder für Webb, dessen Plan die Spionage war. Sie befreien mit Hilfe des dortigen CIA-Agenten Keeler aus dem Gefängnis und suchen nach dem Flugzeug. Dieses soll Rabb zurück zum Flugzeugträger fliegen. Das Flugzeug wurde mittlerweile von Beduinen entdeckt, weshalb Rabb mit ihnen verhandeln muss. Er lässt, kurz bevor die iranische Armee kommt, MacKenzie und Keeler als Pfand zurück und fliegt zum Träger. Der CIA-Agent stellt sich dabei noch als Doppelagent heraus, der auch den Iranis den Standort verraten hat. |           |                                 |                             |                      |                                       |                 |                             |
| 72 | 11        | Chloe                           | Jaggle Bells                | 15. Dez. 1998        | 8. Okt. 2000                          | Greg Beeman     | R. Scott Gemmill            |
| Es herrscht Chaos in Washington. In den Tagen vor den Feiertagen wird die Stadt von einem Schneesturm heimgesucht. Rabb gibt den Mitarbeitern angesichts dieses Wetters frei. Es meldet sich jedoch noch ein kleines Mädchen, das sich als die Schwester von MacKenzie herausstellt. Chloe lebt bei ihrem Stiefvater und dessen Freundin. Diese kümmern sich nicht besonders gut um sie. Sie ist sogar von der Freundin misshandelt worden. Rabb bekommt unterdessen einen Fall, bei dem eine Navypsychologin mit ihrem Auto im Schnee einen Unfall hatte und dabei unter Alkoholeinfluss gestanden haben soll. Aus den Aussagen von Chloe versucht Lt. Roberts den leiblichen Vater des Mädchens zu finden. Dieser sei auf einem Schiff an ihrem Geburtstag ums Leben gekommen. Ihre Mutter lebt auch nicht mehr. MacKenzie zweifelt an den Aussagen, es stellt sich jedoch heraus, dass der leibliche Vater noch lebt. Und Rabb erkennt den Hustensaft der Psychologin, mit der er sich anfreundet, als die Ursache des positiven Alkoholtests.                                                                          |           |                                 |                             |                      |                                       |                 |                             |
| 73 | 12        | Alle für eine – Teil 1          | Dungaree Justice (1)        | 12. Jan. 1999        | 15. Okt. 2000                         | Hugo Cortina    | David Zabel                 |
| Nachdem der Wirt Peter Reardon von drei Matrosen zusammengeschlagen wurde, kann er die Täter identifizieren. Doch Rabb und MacKenzie ernten bei ihren Verhören nur stures Schweigen, bis sie die Vergewaltigung einer jungen Offizierin aufdecken. |           |                                 |                             |                      |                                       |                 |                             |
| 74 | 13        | Sein erster Fall – Teil 2       | War Stories (2)             | 13. Jan. 1999        | 22. Okt. 2000                         | Greg Beeman     | Dana Coen                   |
| Im Kosovo werden drei NATO-Beobachter entführt, daher sendet das US-Militär ein SEAL-Team in die Region. Doch die Geiseln können nur noch tot aufgefunden werden, woraufhin Commander Thomas Risnicki wegen Befehlsmissachtung und fahrlässiger Tötung vor Gericht gestellt wird, weil er die Rettungsaktion wegen starkem Nebel zu spät eingeleitet hatte. |           |                                 |                             |                      |                                       |                 |                             |
| 75 | 14        | Der Maulwurf                    | Webb of Lies                | 9. Feb. 1999         | 29. Okt. 2000                         | Mark Horowitz   | R. Scott Gemmill            |
| CIA-Agent Clayton Webb soll tot auf einem japanischen Frachter im Hafen von Baltimore aufgefunden worden sein. Als Rabb zufällig erfährt, dass Webb doch noch lebt, will er den Verletzten von dem Frachter bergen, trifft dabei jedoch auf den aus dem Gefängnis ausgebrochenen Psychopathen Clark Palmer. |           |                                 |                             |                      |                                       |                 |                             |
| 76 | 15        | Im Namen der Rache              | Rivers' Run                 | 16. Feb. 1999        | 5. Nov. 2000                          | Greg Beeman     | Larry Moskowitz             |
| Lieutenant Rivers soll bei einer Gebirgsübung dem 14-jährigen Brian erschossen haben, einen Neffen des gesuchten Terroristen Toobin. Doch Rabb und MacKenzie können ihn nicht so einfach verteidigen, weil er von der aufgebrachten Bevölkerung von Brians Heimatstadt bereits durch ein selbsternanntes Volksgericht zum Tode verurteilt wurde. |           |                                 |                             |                      |                                       |                 |                             |
| 77 | 16        | Eiskalter Tod                   | Silent Service              | 23. Feb. 1999        | 12. Nov. 2000                         | Alan J. Levi    | Dana Coen & Julie B. Watson |
| Rabb und MacKenzie werden damit beauftragt, die Ursache für die Havarie des U-Boots „USS Watertown“ herauszufinden, welcher vor der Küste Norwegens mit einer Yacht kollidiert ist. An Bord des U-Boots stoßen sie auf etliche erkrankte Besatzungsmitglieder, wodurch die „Watertown“ eigentlich nicht fahrbereit ist. |           |                                 |                             |                      |                                       |                 |                             |
| 78 | 17        | Namenloses Entsetzen            | Nobody’s Child              | 2. März 1999         | 19. Nov. 2000                         | Tony Wharmby    | Stephen Zito                |
| Auf einem Marinestützpunkt wird die Leiche eines kleinen Mädchens aufgefunden. Zunächst fällt der Verdacht auf den Sexualstraftäter Willie Hawkins, der bei seinem Bruder lebt, der als Master Chief auf dem Stützpunkt stationiert ist. Rabb und die Gerichtsmedizinerin Coulter stoßen nach der Verhaftung Hawkins allerdings auf eine andere Spur. |           |                                 |                             |                      |                                       |                 |                             |
| 79 | 18        | Zwischenfall im Persischen Golf | Shakedown                   | 30. März 1999        | 26. Nov. 2000                         | Tony Wharmby    | R. Scott Gemmill            |
| Nachdem es auf dem Flugzeugträger „USS Coral Sea“ häufiger zu Stromausfällen kommt und ein Matrose durch einen Rohrleitungsbruch durch heißen Dampf schwer verletzt wird, werden Rabb und MacKenzie in den Persischen Golf geschickt, wo der Flugzeugträger patrouilliert. Die beiden Anwälte machen sich an die Arbeit, um die merkwürdigen Vorgänge an Bord des Schiffes aufzudecken. |           |                                 |                             |                      |                                       |                 |                             |
| 80 | 19        | Der Überraschungszeuge          | The Adversaries             | 13. Apr. 1999        | 3. Dez. 2000                          | Tony Wharmby    | Larry Moskowitz             |
| Der gerade zum Lieutenant beförderte Bud Roberts soll ausgerechnet seinen Vater „Big Bud“ verteidigen, der wegen Hehlerei angeklagt wurde. Sein Gegner vor dem Militärgericht ist ausgerechnet Harmon Rabb. |           |                                 |                             |                      |                                       |                 |                             |
| 81 | 20        | Bevor du stirbst                | Second Sight                | 27. Apr. 1999        | 10. Dez. 2000                         | Terrence O’Hara | Dana Coen                   |
| MacKenzie erhält einen Anruf von Pater Genaro, der ihr mitteilt, dass ihr Vater in einem Hospiz im Sterben liegt. Dies weckt in der Anwältin, die ihren Vater seit ihrem 15. Lebensjahr nicht mehr gesehen hat, unangenehme Erinnerungen. Denn ihr Vater war nicht nur fast ständig betrunken, er hat auch ihre Mutter Deanne misshandelt sowie sie selbst immer wieder geschlagen. |           |                                 |                             |                      |                                       |                 |                             |
| 82 | 21        | Besuch aus dem Jenseits         | Wilderness of Mirrors       | 4. Mai 1999          | 17. Dez. 2000                         | Alan J. Levi    | Paul Levine                 |
| Rabb erhält seit einiger Zeit seltsame Anrufe, woraufhin er der Meinung ist, dass sein Vater doch noch lebt. Doch seine Freundin, die Psychologin Jordan Parker, versucht ihn von seinen offensichtlichen Wahnvorstellungen zu befreien. Dann entdeckt Rabb, dass aus seinem Schreibtisch Tonbänder verschwunden sind, auf denen sich die Stimme seines Vaters befindet. |           |                                 |                             |                      |                                       |                 |                             |
| 83 | 22        | Entführung in Rom               | Soul Searching              | 11. Mai 1999         | 27. Dez. 2000                         | Jeannot Szwarc  | Donald P. Bellisario        |
| Der Geheimdienstexperte Tim Fawkes wurde von italienischen Terroristen gefangen genommen, die ihn nun an Serbien ausliefern wollen. Da Fawkes ein alter Freund von Admiral Chegwidden ist, startet dieser gemeinsam mit dem CIA-Agenten Clayton Webb eine waghalsige Rettungsaktion. |           |                                 |                             |                      |                                       |                 |                             |
| 84 | 23        | Hallo, Baby!                    | Yeah, Baby                  | 18. Mai 1999         | 28. Dez. 2000                         | Alan J. Levi    | R. Scott Gemmill            |
| Rabb hat eine Augenoperation erfolgreich überstanden und möchte nun zur Flugstaffel zurückversetzt werden. Admiral Chegwidden, MacKenzie und seine Freundin Jordan sind alles andere als begeistert von diesem Entschluss. Dann setzen bei der schwangeren Harriet plötzlich die Wehen ein und schon sind alle damit befasst. |           |                                 |                             |                      |                                       |                 |                             |
| 85 | 24        | Lebe wohl und viel Glück!       | Goodbyes                    | 25. Mai 1999         | 1. Jan. 2001                          | Jeannot Szwarc  | Stephen Zito                |
| Rabb hat es endlich geschafft, dass er wieder zur Fliegerstaffel versetzt wird. Doch bevor er den Dienst dort antreten kann, muss er sich als JAG-Anwalt noch mit dem Fall des vermissten Mädchens Dar-Lin befassen, welches der Kindermörder Charles Lynch in seiner Gewalt hat. |           |                                 |                             |                      |                                       |                 |                             |

## Staffel 5
Die Erstausstrahlung der fünften Staffel war vom 21. September 1999 bis zum 23. Mai 2000 auf dem US-amerikanischen Sender CBS zu sehen. Die deutschsprachige Erstausstrahlung sendete der deutsche Free-TV-Sender Sat.1 vom 4. Februar bis zum 5. August 2001.
| Nr. (ges.) | Nr. (St.) | Deutscher Titel                   | Originaltitel                 | Erstausstrahlung USA | Deutschsprachige Erstausstrahlung (D) | Regie                                 | Drehbuch                     |
| ---------- | --------- | --------------------------------- | ----------------------------- | -------------------- | ------------------------------------- | ------------------------------------- | ---------------------------- |
| 86         | 1         | Den Tod im Visier – Teil 1        | King of the Greenie Board (1) | 21. Sep. 1999        | 4. Feb. 2001                          | Alan J. Levi                          | John Schulian                |
| 87         | 2         | Gegen alle Regeln – Teil 2        | Rules of Engagement (2)       | 28. Sep. 1999        | 11. Feb. 2001                         | Jeannot Szwarc                        | Ed Zuckerman                 |
| 88         | 3         | Blinder Passagier                 | True Callings                 | 5. Okt. 1999         | 18. Feb. 2001                         | Alan J. Levi                          | Ed Zuckerman & John Schulian |
| 89         | 4         | Die Rückkehr                      | The Return                    | 12. Okt. 1999        | 25. Feb. 2001                         | Greg Beeman                           | Larry Moskowitz              |
| 90         | 5         | Ein Wurf entscheidet              | Front and Center              | 19. Okt. 1999        | 4. März 2001                          | Alan Myerson                          | Dana Coen                    |
| 91         | 6         | Tödliche Visionen                 | Psychic Warrior               | 2. Nov. 1999         | 11. März 2001                         | Greg Beeman                           | Paul Levine                  |
| 92         | 7         | Bomben auf New York               | Rogue                         | 9. Nov. 1999         | 18. März 2001                         | Tony Wharmby                          | Larry Moskowitz              |
| 93         | 8         | Drogenrazzia in Panama            | The Colonel's Wife            | 16. Nov. 1999        | 25. März 2001                         | Alan J. Levi                          | John Schulian                |
| 94         | 9         | Verräterische Worte               | Contemptuous Words            | 23. Nov. 1999        | 1. Apr. 2001                          | Jeannot Szwarc                        | Ed Zuckerman                 |
| 95         | 10        | Tragische Landung                 | Mishap                        | 30. Nov. 1999        | 8. Apr. 2001                          | Terrence O’Hara                       | Larry Moskowitz              |
| 96         | 11        | Sein letzter Einsatz              | Ghosts of Christmas Past      | 14. Dez. 1999        | 22. Apr. 2001                         | Alan J. Levi                          | Ed Zuckerman & John Schulian |
| 97         | 12        | Ein alter Fall im neuen Licht     | Into the Breech               | 11. Jan. 2000        | 29. Apr. 2001                         | Mark Horowitz                         | Paul Levine                  |
| 98         | 13        | Der Todeskandidat                 | Life or Death                 | 18. Jan. 2000        | 6. Mai 2001                           | Tony Wharmby                          | Catherine Stribling          |
| 99         | 14        | Höllenfahrt                       | Cabin Pressure                | 1. Feb. 2000         | 13. Mai 2001                          | Jeannot Szwarc                        | Dana Coen                    |
| 100        | 15        | Wiedersehen macht Freude – Teil 1 | Boomerang                     | 8. Feb. 2000         | 20. Mai 2001                          | Donald P. Bellisario & Jeannot Szwarc | Donald P. Bellisario         |
| 101        | 16        | Wiedersehen macht Freude – Teil 2 | Boomerang (Part II)           | 15. Feb. 2000        | 27. Mai 2001                          | Jeannot Szwarc & Donald P. Bellisario | Donald P. Bellisario         |
| 102        | 17        | Aussage gegen Aussage             | People v. Gunny               | 22. Feb. 2000        | 10. Juni 2001                         | Terrence O’Hara                       | Larry Moskowitz              |
| 103        | 18        | Die Brücke von Kang So Ri         | The Bridge at Kang So Ri      | 29. Feb. 2000        | 17. Juni 2001                         | Ian Toynton                           | Ed Zuckerman & Paul Levine   |
| 104        | 19        | Leere Versprechungen              | Promises                      | 28. März 2000        | 24. Juni 2001                         | Arthur W. Forney                      | John Schulian                |
| 105        | 20        | Tod in der Absprungzone           | Drop Zone                     | 4. Apr. 2000         | 1. Juli 2001                          | Hugo Cortina                          | Larry Moskowitz              |
| 106        | 21        | Hexentanz                         | The Witches of Gulfport       | 25. Apr. 2000        | 8. Juli 2001                          | Tony Wharmby                          | Dana Coen                    |
| 107        | 22        | Das Geheimnis von Pearl Harbor    | Overdue & Presumed Lost       | 2. Mai 2000          | 15. Juli 2001                         | Tony Wharmby                          | John Schulian & Paul Levine  |
| 108        | 23        | Ende eines Hochstaplers           | Real Deal SEAL                | 9. Mai 2000          | 22. Juli 2001                         | Terrence O’Hara                       | Paul Levine                  |
| 109        | 24        | Tochter eines Mörders             | Body Talk                     | 16. Mai 2000         | 29. Juli 2001                         | Terrence O’Hara                       | Dana Coen                    |
| 110        | 25        | Grabenkämpfe                      | Surface Warfare               | 23. Mai 2000         | 5. Aug. 2001                          | Jeannot Szwarc                        | Ed Zuckerman                 |

## Staffel 6
Die Erstausstrahlung der sechsten Staffel war vom 3. Oktober 2000 bis zum 22. Mai 2001 auf dem US-amerikanischen Sender CBS zu sehen. Die deutschsprachige Erstausstrahlung sendete der deutsche Free-TV-Sender Sat.1 vom 12. August 2001 bis zum 5. Januar 2003.
| Nr. (ges.) | Nr. (St.) | Deutscher Titel               | Originaltitel                      | Erstausstrahlung USA | Deutschsprachige Erstausstrahlung (D) | Regie               | Drehbuch                       |
| ---------- | --------- | ----------------------------- | ---------------------------------- | -------------------- | ------------------------------------- | ------------------- | ------------------------------ |
| 111        | 1         | Stich ins Wespennest – Teil 1 | Legacy                             | 3. Okt. 2000         | 12. Aug. 2001                         | Terrence O’Hara     | Ed Zuckerman & Paul Levine     |
| 112        | 2         | Stich ins Wespennest – Teil 2 | Legacy (Part II)                   | 10. Okt. 2000        | 19. Aug. 2001                         | Terrence O’Hara     | Ed Zuckerman & Paul Levine     |
| 113        | 3         | Asyl für Reynalda             | Florida Straits                    | 17. Okt. 2000        | 26. Aug. 2001                         | Alan J. Levi        | Dana Coen                      |
| 114        | 4         | Um jeden Preis                | Flight Risk                        | 24. Okt. 2000        | 2. Sep. 2001                          | Bradford May        | Jonathan Robert Kaplan         |
| 115        | 5         | Misty James                   | JAG TV                             | 31. Okt. 2000        | 9. Sep. 2001                          | Scott Brazil        | Patrick Labyorteaux            |
| 116        | 6         | Im Netz der Gesetze           | The Princess and the Petty Officer | 14. Nov. 2000        | 16. Sep. 2001                         | Alan J. Levi        | Mark Saraceni                  |
| 117        | 7         | Phönix – Teil 1               | A Separate Peace                   | 21. Nov. 2000        | 23. Sep. 2001                         | Jeannot Szwarc      | Stephen Zito                   |
| 118        | 8         | Phönix – Teil 2               | A Separate Peace (Part II)         | 28. Nov. 2000        | 30. Sep. 2001                         | Terrence O’Hara     | Stephen Zito                   |
| 119        | 9         | Aussichtslos                  | Family Secrets                     | 12. Dez. 2000        | 7. Okt. 2001                          | Bradford May        | Paul Levine                    |
| 120        | 10        | Kein Schnee von gestern       | Touch and Go                       | 9. Jan. 2001         | 14. Okt. 2001                         | James Whitmore, Jr. | Dana Coen                      |
| 121        | 11        | Die 3. Chance                 | Baby, It's Cold Outside            | 16. Jan. 2001        | 21. Okt. 2001                         | Hugo Cortina        | Stephen Zito                   |
| 122        | 12        | Kollision in der Ägäis        | Collision Course                   | 30. Jan. 2001        | 28. Okt. 2001                         | Greg Beeman         | Jonathan Robert Kaplan         |
| 123        | 13        | Wunder                        | Miracles                           | 6. Feb. 2001         | 4. Nov. 2001                          | Mark Horowitz       | Ed Zuckerman                   |
| 124        | 14        | Der Saubermann                | Killer Instinct                    | 13. Feb. 2001        | 11. Nov. 2001                         | Jerry London        | Mark Saraceni                  |
| 125        | 15        | Der eiserne Sarg              | Iron Coffin                        | 20. Feb. 2001        | 18. Nov. 2001                         | Scott Brazil        | Paul Levine                    |
| 126        | 16        | Der Deserteur von Fox Hill    | Retreat, Hell                      | 27. Feb. 2001        | 25. Nov. 2001                         | Jeannot Szwarc      | Stephen Zito                   |
| 127        | 17        | Heldentod                     | Valor                              | 13. März 2001        | 2. Dez. 2001                          | Terrence O’Hara     | Douglas Stark                  |
| 128        | 18        | Das Vermächtnis               | Liberty                            | 27. März 2001        | 9. Dez. 2001                          | Jeannot Szwarc      | Larry Moskowitz                |
| 129        | 19        | Noch mehr Wunder              | Salvation                          | 10. Apr. 2001        | 16. Dez. 2001                         | Bradford May        | Ed Zuckerman                   |
| 130        | 20        | Hohe Wellen                   | To Walk on Wings                   | 24. Apr. 2001        | 23. Dez. 2001                         | Michael Schultz     | Paul Levine                    |
| 131        | 21        | Jordan                        | Past Tense                         | 1. Mai 2001          | 14. Juli 2002                         | Bradford May        | Dana Coen                      |
| 132        | 22        | Die Verlobung                 | Lifeline                           | 8. Mai 2001          | 30. Dez. 2001                         | David James Elliott | Larry Moskowitz                |
| 133        | 23        | Meuterei                      | Mutiny                             | 15. Mai 2001         | 29. Dez. 2002                         | Mark Horowitz       | Nelson Costello & Ed Zuckerman |
| 134        | 24        | Schicksal – Teil 1            | Adrift                             | 22. Mai 2001         | 5. Jan. 2003                          | Scott Brazil        | Dana Coen & Stephen Zito       |

## Staffel 7
Die Erstausstrahlung der siebten Staffel war vom 25. September 2001 bis zum 21. Mai 2002 auf dem US-amerikanischen Sender CBS zu sehen. Die deutschsprachige Erstausstrahlung sendete der deutsche Free-TV-Sender Sat.1 vom 1. August bis zum 24. Oktober 2004.
| Nr. (ges.) | Nr. (St.) | Deutscher Titel                      | Originaltitel                | Erstausstrahlung USA | Deutschsprachige Erstausstrahlung (D) | Regie               | Drehbuch                       |
| ---------- | --------- | ------------------------------------ | ---------------------------- | -------------------- | ------------------------------------- | ------------------- | ------------------------------ |
| 135        | 1         | Schicksal – Teil 2                   | Adrift (Part II)             | 25. Sep. 2001        | 1. Aug. 2004                          | Bradford May        | Dana Coen & Stephen Zito       |
| 136        | 2         | Mann über Bord                       | New Gun in Town              | 2. Okt. 2001         | 1. Aug. 2004                          | Terrence O’Hara     | Stephen Zito                   |
| 137        | 3         | Eine Frage des Ermessens             | The Measure of Men           | 9. Okt. 2001         | 8. Aug. 2004                          | Bradford May        | Dana Coen                      |
| 138        | 4         | Evakuierung in letzter Sekunde       | Guilt                        | 16. Okt. 2001        | 8. Aug. 2004                          | Greg Beeman         | David Ehrman                   |
| 139        | 5         | Ein schmutziges Geschäft             | Mixed Messages               | 23. Okt. 2001        | 15. Aug. 2004                         | Scott Brazil        | Greg Beeman                    |
| 140        | 6         | Freunde                              | Redemption                   | 30. Okt. 2001        | 22. Aug. 2004                         | James Whitmore, Jr. | David Ehrman                   |
| 141        | 7         | Der Hinterhalt                       | Ambush                       | 6. Nov. 2001         | 15. Aug. 2004                         | Bradford May        | Don McGill                     |
| 142        | 8         | Jagathon                             | Jagathon                     | 13. Nov. 2001        | 22. Aug. 2004                         | Scott Brazil        | Dana Coen                      |
| 143        | 9         | Der Klarzieher – Teil 1              | Dog Robber                   | 20. Nov. 2001        | 29. Aug. 2004                         | Terrence O’Hara     | Stephen Zito                   |
| 144        | 10        | Der Klarzieher – Teil 2              | Dog Robber, Part II          | 27. Nov. 2001        | 29. Aug. 2004                         | Jerry London        | Stephen Zito                   |
| 145        | 11        | Weihnachtsüberraschungen             | Answered Prayers             | 11. Dez. 2001        | 5. Sep. 2004                          | Terrence O’Hara     | Paul Levine                    |
| 146        | 12        | Mord im Park                         | Capital Crime                | 8. Jan. 2002         | 5. Sep. 2004                          | Richard Compton     | Don McGill                     |
| 147        | 13        | Einsatz in Afghanistan               | Code of Conduct              | 15. Jan. 2002        | 12. Sep. 2004                         | Dennis Smith        | Dana Coen                      |
| 148        | 14        | Im Zweifel für den Angeklagten       | Odd Man Out                  | 22. Jan. 2002        | 12. Sep. 2004                         | Michael Switzer     | David Ehrman                   |
| 149        | 15        | Verhüllt                             | Head to Toe                  | 5. Feb. 2002         | 19. Sep. 2004                         | Terrence O’Hara     | Dana Coen & Don McGill         |
| 150        | 16        | Zwischenfall am Khaiberpass – Teil 1 | The Mission                  | 26. Feb. 2002        | 19. Sep. 2004                         | Rod Hardy           | Stephen Zito                   |
| 151        | 17        | Versteckte Beweise – Teil 2          | Exculpatory Evidence Part II | 5. März 2002         | 26. Sep. 2004                         | Harvey S. Laidman   | Eric A. Morris                 |
| 152        | 18        | Feuer                                | Hero Worship                 | 12. März 2002        | 26. Sep. 2004                         | Rod Hardy           | Don McGill & Dana Coen         |
| 153        | 19        | Der Nebel des Krieges                | First Casualty               | 26. März 2002        | 10. Okt. 2004                         | Oz Scott            | Paul Levine                    |
| 154        | 20        | Port Chicago                         | Port Chicago                 | 9. Apr. 2002         | 10. Okt. 2004                         | Jeannot Szwarc      | Don McGill                     |
| 155        | 21        | Das Tribunal                         | Tribunal                     | 30. Apr. 2002        | 17. Okt. 2004                         | Mark Horowitz       | Charles Holland                |
| 156        | 22        | Ein Richter vor Gericht              | Defending His Honor          | 7. Mai 2002          | 17. Okt. 2004                         | Jeannot Szwarc      | Lynnie Greene & Richard Levine |
| 157        | 23        | Jagd auf Kabir – Teil 1              | In Country (1)               | 14. Mai 2002         | 24. Okt. 2004                         | Hugo Cortina        | Dana Coen                      |
| 158        | 24        | Der Feind in der Tiefe – Teil 2      | Enemy Below (2)              | 21. Mai 2002         | 24. Okt. 2004                         | Bradford May        | Charles Holland                |

## Staffel 8
Die Erstausstrahlung der achten Staffel war vom 24. September 2002 bis zum 20. Mai 2003 auf dem US-amerikanischen Sender CBS zu sehen. Die deutschsprachige Erstausstrahlung sendete der deutsche Free-TV-Sender Sat.1 vom 31. Oktober 2004 bis zum 23. Januar 2005.
| Nr. (ges.) | Nr. (St.) | Deutscher Titel                   | Originaltitel           | Erstausstrahlung USA | Deutschsprachige Erstausstrahlung (D) | Regie                | Drehbuch                          |
| --- | --------- | --------------------------------- | ----------------------- | -------------------- | ------------------------------------- | -------------------- | --------------------------------- |
| 159 | 1         | Auf Leben und Tod – Teil 3        | Critical Condition (3)  | 24. Sep. 2002        | 31. Okt. 2004                         | Jeannot Szwarc       | Charles Holland                   |
| 160 | 2         | Das gelobte Land                  | The Promised Land       | 1. Okt. 2002         | 31. Okt. 2004                         | Scott Brazil         | Dana Coen                         |
| 161 | 3         | Familiensache                     | Family Business         | 8. Okt. 2002         | 7. Nov. 2004                          | Bradford May         | Steven Smith                      |
| 162 | 4         | Gefährliches Spiel                | Dangerous Game          | 15. Okt. 2002        | 7. Nov. 2004                          | Terrence O’Hara      | John Chambers                     |
| 163 | 5         | In dünner Luft                    | In Thin Air             | 22. Okt. 2002        | 14. Nov. 2004                         | Harvey S. Laidman    | Don McGill                        |
| 164 | 6         | Unter falschem Verdacht           | Offensive Action        | 29. Okt. 2002        | 14. Nov. 2004                         | Dennis Smith         | Lynnie Greene & Richard Levine    |
| 165 | 7         | Späte Wahrheit                    | Need to Know            | 5. Nov. 2002         | 21. Nov. 2004                         | Bradford May         | Philip DeGuere, Jr.               |
| 166 | 8         | Das Manöver                       | Ready or Not            | 12. Nov. 2002        | 21. Nov. 2004                         | Philip Sgriccia      | Don McGill                        |
| 167 | 9         | Zerreißprobe                      | When the Bough Breaks   | 19. Nov. 2002        | 28. Nov. 2004                         | Richard Compton      | Darcy Meyers                      |
| 168 | 10        | Der Killer                        | The Killer              | 26. Nov. 2002        | 28. Nov. 2004                         | Michael Schultz      | Charles Holland                   |
| 169 | 11        | Weihnachtsfreuden                 | All Ye Faithful         | 17. Dez. 2002        | 5. Dez. 2004                          | Kenneth Johnson      | Dana Coen                         |
| 170 | 12        | Komplikationen                    | Complications           | 7. Jan. 2003         | 5. Dez. 2004                          | Bradford May         | Paul Levine                       |
| 171 | 13        | Der Nestbeschmutzer               | Standards of Conduct    | 21. Jan. 2003        | 12. Dez. 2004                         | Rod Hardy            | Philip DeGuere, Jr.               |
| 172 | 14        | Die Engel von Iwo Jima            | Each of Us Angels       | 4. Feb. 2003         | 12. Dez. 2004                         | Bradford May         | Darcy Meyers                      |
| 173 | 15        | Unter Beschuss                    | Friendly Fire           | 11. Feb. 2003        | 19. Dez. 2004                         | Kenneth Johnson      | Paul Levine                       |
| 174 | 16        | Herz und Seele                    | Heart and Soul          | 18. Feb. 2003        | 19. Dez. 2004                         | Bradford May         | Dana Coen                         |
| 175 | 17        | Torpedo vermisst                  | Empty Quiver            | 25. Feb. 2003        | 2. Jan. 2005                          | Kenneth Johnson      | Philip DeGuere, Jr.               |
| 176 | 18        | Lange Schatten                    | Fortunate Son           | 18. März 2003        | 2. Jan. 2005                          | Terrence O’Hara      | Darcy Meyers                      |
| 177 | 19        | Ein neues Leben                   | Second Acts             | 1. Apr. 2003         | 9. Jan. 2005                          | Kenneth Johnson      | Philip DeGuere, Jr. & Don McGill  |
| 178 | 20        | Eisige Zeiten – Teil 1            | Ice Queen (1)           | 22. Apr. 2003        | 9. Jan. 2005                          | Donald P. Bellisario | Donald P. Bellisario & Don McGill |
| Das NCIS-Team wird gerufen, um den rätselhaften Tod des JAG-Offiziers Lieutenant Loren Singer zu klären, deren Körper von einem verirrten Pfeil getroffen wird. Noch vor dem Ende der Episode werden Harmon Rabb, einem JAG-Anwalt, seine Rechte vorgelesen – obwohl er überhaupt nicht als Verdächtiger in der Ermittlung gilt. |           |                                   |                         |                      |                                       |                      |                                   |
| 179 | 21        | Eisige Zeiten – Teil 2            | Meltdown (2)            | 29. Apr. 2003        | 16. Jan. 2005                         | Scott Brazil         | Donald P. Bellisario & Don McGill |
| Harmon Rabb wird vor das Militärgericht gestellt und wegen Mordes an Lieutenant Singer angeklagt. Zudem scheint er kein Alibi zu haben. In der Zwischenzeit versucht Gibbs Informationen über den Terroristen Amad Bin Atwa zu bekommen, bevor es einen weiteren Anschlag auf ein Schiff gibt.                                   |           |                                   |                         |                      |                                       |                      |                                   |
| 180 | 22        | Geheimauftrag mit Mac             | Lawyers, Guns and Money | 6. Mai 2003          | 16. Jan. 2005                         | Bradford May         | Dana Coen & Stephen Zito          |
| 181 | 23        | Pas de Deux                       | Pas de Deux             | 13. Mai 2003         | 23. Jan. 2005                         | Bradford May         | Dana Coen & Stephen Zito          |
| 182 | 24        | Entscheidung in Paraguay – Teil 1 | A Tangled Webb          | 20. Mai 2003         | 23. Jan. 2005                         | Bradford May         | Stephen Zito                      |

## Staffel 9
Die Erstausstrahlung der neunten Staffel war vom 26. September 2003 bis zum 21. Mai 2004 auf dem US-amerikanischen Sender CBS zu sehen. Die deutschsprachige Erstausstrahlung sendete der deutsche Free-TV-Sender Sat.1 vom 30. Januar bis zum 24. April 2005.
| Nr. (ges.) | Nr. (St.) | Deutscher Titel                   | Originaltitel            | Erstausstrahlung USA | Deutschsprachige Erstausstrahlung (D) | Regie               | Drehbuch                  |
| ---------- | --------- | --------------------------------- | ------------------------ | -------------------- | ------------------------------------- | ------------------- | ------------------------- |
| 183        | 1         | Entscheidung in Paraguay – Teil 2 | A Tangled Webb, Pt. II   | 26. Sep. 2003        | 30. Jan. 2005                         | Bradford May        | Stephen Zito              |
| 184        | 2         | Sand im Wind                      | Shifting Sands           | 3. Okt. 2003         | 30. Jan. 2005                         | Jeannot Szwarc      | Dana Coen                 |
| 185        | 3         | Auftrag in Manila                 | Secret Agent Man         | 10. Okt. 2003        | 6. Feb. 2005                          | Bradford May        | Darcy Meyers              |
| 186        | 4         | Die verbotene Zone                | The One That Got Away    | 17. Okt. 2003        | 6. Feb. 2005                          | Kenneth Johnson     | Thomas L. Moran           |
| 187        | 5         | Touchdown                         | Touchdown                | 24. Okt. 2003        | 13. Feb. 2005                         | Dennis Smith        | Matt Witten               |
| 188        | 6         | Wieder im Sattel                  | Back In The Saddle       | 31. Okt. 2003        | 13. Feb. 2005                         | Kenneth Johnson     | Stephen Zito              |
| 189        | 7         | Veteran in Not                    | Close Quarters           | 7. Nov. 2003         | 20. Feb. 2005                         | Bradford May        | Dana Coen                 |
| 190        | 8         | Der Preis des Glaubens            | Posse Comitatus          | 14. Nov. 2003        | 20. Feb. 2005                         | Stephen Cragg       | Paul Levine               |
| 191        | 9         | Die Eine-Million-Dollar-Frage     | The Boast                | 21. Nov. 2003        | 27. Feb. 2005                         | Bradford May        | Matt Witten               |
| 192        | 10        | Fall oder Unfall?                 | Pulse Rate               | 2. Dez. 2003         | 27. Feb. 2005                         | LeVar Burton        | Darcy Meyers              |
| 193        | 11        | Das Ehrenwort                     | A Merry Little Christmas | 12. Dez. 2003        | 6. März 2005                          | Bradford May        | Stephen Zito              |
| 194        | 12        | Steine für die Ewigkeit           | A Girl's Best Friend     | 9. Jan. 2004         | 6. März 2005                          | James Keach         | Darcy Meyers              |
| 195        | 13        | Beste Absichten                   | Good Intentions          | 16. Jan. 2004        | 20. März 2005                         | Michael Fresco      | Thomas L. Moran           |
| 196        | 14        | Unter Anklage                     | People v. SecNav         | 6. Feb. 2004         | 20. März 2005                         | Dennis Smith        | Larry Moskowitz           |
| 197        | 15        | Tragödie im Mittelmeer            | Crash                    | 13. Feb. 2004        | 27. März 2005                         | Bradford May        | Matt Witten               |
| 198        | 16        | Der Luchs                         | Persian Gulf             | 20. Feb. 2004        | 27. März 2005                         | Kenneth Johnson     | Philip DeGuere, Jr.       |
| 199        | 17        | Der Held von Panama               | Take It Like A Man       | 27. Feb. 2004        | 3. Apr. 2005                          | David James Elliott | Darcy Meyers              |
| 200        | 18        | Wege des Schicksals               | What If                  | 12. März 2004        | 3. Apr. 2005                          | Kenneth Johnson     | Don McGill & Stephen Zito |
| 201        | 19        | Die ganze Wahrheit                | Hard Time                | 2. Apr. 2004         | 10. Apr. 2005                         | Bradford May        | Dana Coen                 |
| 202        | 20        | Krieg der Worte                   | Fighting Words           | 30. Apr. 2004        | 10. Apr. 2005                         | Jeannot Szwarc      | Matt Witten               |
| 203        | 21        | Marines weinen nicht              | Coming Home              | 7. Mai 2004          | 17. Apr. 2005                         | Bradford May        | Stephen Zito              |
| 204        | 22        | Das fehlende Kilo                 | Trojan Horse             | 14. Mai 2004         | 17. Apr. 2005                         | Peter Ellis         | Darcy Meyers              |
| 205        | 23        | Tage des Abschieds – Teil 1       | Hail and Farewell        | 21. Mai 2004         | 24. Apr. 2005                         | Dennis Smith        | Dana Coen                 |

## Staffel 10
Die Erstausstrahlung der zehnten Staffel war vom 24. September 2004 bis zum 29. April 2005 auf dem US-amerikanischen Sender CBS zu sehen. Die deutschsprachige Erstausstrahlung sendete der deutsche Free-TV-Sender Sat.1 vom 30. April bis zum 16. Juli 2006.
| Nr. (ges.) | Nr. (St.) | Deutscher Titel         | Originaltitel                 | Erstausstrahlung USA | Deutschsprachige Erstausstrahlung (D) | Regie               | Drehbuch                           |
| ---------- | --------- | ----------------------- | ----------------------------- | -------------------- | ------------------------------------- | ------------------- | ---------------------------------- |
| 206        | 1         | Der Falke – Teil 2      | Hail and Farewell, Part II    | 24. Sep. 2004        | 30. Apr. 2006                         | Terrence O’Hara     | Stephen Zito                       |
| 207        | 2         | Ein Jahr im Irak        | Corporate Raiders             | 1. Okt. 2004         | 7. Mai 2006                           | Bradford May        | Don McGill                         |
| 208        | 3         | Vier Frauen             | Retrial                       | 15. Okt. 2004        | 7. Mai 2006                           | Jeannot Szwarc      | Larry Moskowitz                    |
| 209        | 4         | Der Kandidat            | Whole New Ball Game           | 29. Okt. 2004        | 14. Mai 2006                          | Terrence O’Hara     | Darcy Meyers                       |
| 210        | 5         | Im Kreuzfeuer           | This Just In from Baghdad     | 5. Nov. 2004         | 14. Mai 2006                          | Bradford May        | Philip DeGuere, Jr.                |
| 211        | 6         | Der Sturm               | One Big Boat                  | 12. Nov. 2004        | 21. Mai 2006                          | Kenneth Johnson     | Dana Coen                          |
| 212        | 7         | Camp Delta              | Camp Delta                    | 19. Nov. 2004        | 21. Mai 2006                          | Oz Scott            | Larry Moskowitz                    |
| 213        | 8         | Alte Freundinnen        | There Goes the Neighborhood   | 26. Nov. 2004        | 28. Mai 2006                          | David James Elliott | Darcy Meyers                       |
| 214        | 9         | Der Mann auf der Brücke | The Man on the Bridge         | 10. Dez. 2004        | 28. Mai 2006                          | Vern Gillum         | Don McGill                         |
| 215        | 10        | Vier Prozent Hoffnung   | The Four Percent Solution     | 17. Dez. 2004        | 4. Juni 2006                          | Dennis Smith        | Dana Coen                          |
| 216        | 11        | Der Absturz             | Automatic for the People      | 7. Jan. 2005         | 4. Juni 2006                          | Kenneth Johnson     | Philip DeGuere, Jr. & Darcy Meyers |
| 217        | 12        | Die sechste Geschworene | The Sixth Juror               | 14. Jan. 2005        | 11. Juni 2006                         | Bradford May        | Paul Levine                        |
| 218        | 13        | Captain Jack            | Heart of Darkness             | 4. Feb. 2005         | 11. Juni 2006                         | Bradford May        | Paul Levine                        |
| 219        | 14        | Der leere Blick         | Fit for Duty                  | 11. Feb. 2005        | 18. Juni 2006                         | Randy D. Wiles      | Darcy Meyers                       |
| 220        | 15        | Der schlimmste Feind    | Bridging the Gulf             | 18. Feb. 2005        | 18. Juni 2006                         | Dennis Smith        | Larry Moskowitz                    |
| 221        | 16        | Der Pirat               | Straits of Malacca            | 25. Feb. 2005        | 25. Juni 2006                         | Richard Compton     | Darcy Meyers                       |
| 222        | 17        | San Diego               | JAG: San Diego                | 11. März 2005        | 25. Juni 2006                         | Vern Gillum         | Don McGill & Larry Moskowitz       |
| 223        | 18        | Tod in der Moschee      | Death at the Mosque           | 1. Apr. 2005         | 2. Juli 2006                          | Bradford May        | Stephen Zito                       |
| 224        | 19        | Der Anschlag            | Two Towns                     | 8. Apr. 2005         | 12. Feb. 2006                         | Kenneth Johnson     | Dana Coen                          |
| 225        | 20        | Der unbekannte Soldat   | Unknown Soldier               | 15. Apr. 2005        | 19. Feb. 2006                         | Mike Vejar          | Aurorae Khoo & Stephen Lyons       |
| 226        | 21        | Das Dream Team          | Dream Team                    | 22. Apr. 2005        | 26. Feb. 2006                         | Vern Gillum         | Don McGill & Larry Moskowitz       |
| 227        | 22        | Kopf oder Zahl          | Fair Winds and Following Seas | 29. Apr. 2005        | 5. März 2006                          | Bradford May        | Stephen Zito                       |